# Episodi di Capitan Onedin (quinta stagione)
La quinta stagione della serie televisiva Capitan Onedin è stata trasmessa in anteprima nel Regno Unito dalla BBC One tra il 26 giugno 1977 e il 28 agosto 1977.
| nº | Titolo originale   | Titolo italiano | Prima TV UK    | Prima TV Italia |
| -- | ------------------ | --------------- | -------------- | --------------- |
| 1  | When Troubles Come |                 | 26 giugno 1977 |                 |
| 2  | Rescue             |                 | 3 luglio 1977  |                 |
| 3  | Coffin Ships       |                 | 10 luglio 1977 |                 |
| 4  | The Trade Winds    |                 | 17 luglio 1977 |                 |
| 5  | The Stowaway       |                 | 24 luglio 1977 |                 |
| 6  | Dead Man's Cargo   |                 | 31 luglio 1977 |                 |
| 7  | A Hard Life        |                 | 7 agosto 1977  |                 |
| 8  | The Hostage        |                 | 14 agosto 1977 |                 |
| 9  | Uncharted Waters   |                 | 21 agosto 1977 |                 |
| 10 | A Close Run Thing  |                 | 28 agosto 1977 |                 |